# Ironman 70.3

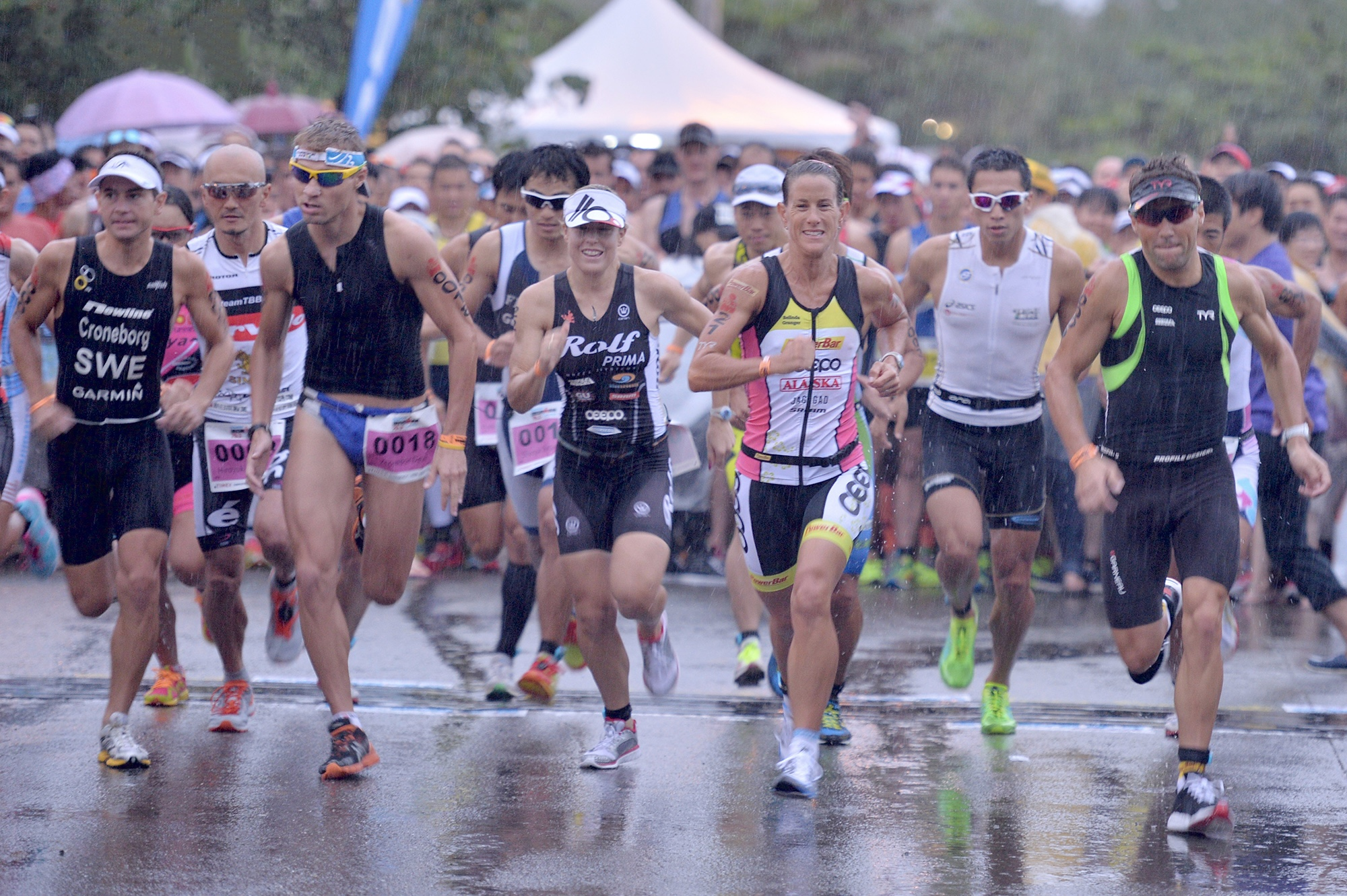
Старт Ironman Taiwan 70.3

Ironman 70.3 — це серія змагань з триатлону, дистанції якого є половиною всіх дистанцій Ironman Hawaii

## Значення
Дистанція Ironman 70.3 складається з 1,9 км плавання, 90 км індивідуального велосипедного заїзду та 21,1 км бігу. Назва дистанції складає собою суму подоланих миль (1 миля складає 1609,344 метри).
Час, за який спортсмен повинен подолати дистанцію, варіюється залежно від гонки і залежить від зовнішніх факторів, таких як погодні умови, перепади висоти тощо. Загалом, максимальний час проходження дистанції складає 08:30 годин.

## Організація
Перша гонка серії Ironman 70.3 відбулась 9 вересня 2001 в Лланберісі у Уельсі ще під назвою Half-Ironman як додатковий кваліфікаційний раунд для Ironman World Championship. В 2005 році була введена назва Ironman 70.3 . В той час, коли на змаганнях до 2005 року видавалась велика кількість кваліфікаційних місць для Ironman Hawaii, могли учасники вже з того часу кваліфікуватися на новостворену дистанцію Ironman 70.3. Кваліфікація на Ironman Hawaii до 2005 року була можлива лише на визначених дистанціях Ironman 70.3.
Дистанція Ironman 70.3. є дистанцією, на якій заборонено їхати за лідером, ближче, ніж 10 метрів. Так звана вітрова тінь являє собою зону 10 х 2 метри за суперником, в якій не можна знаходитись. Також заборонена тривала їзда поруч.
Найкращого результату дистанції досягнув норвежець Крістіан Блюменфельт на гонці Ironman 70.3 Bahrain з часом 3:29:04 г. Серед жінок найкращою є Даніела Ріф, з результатом 3:57:55 г.

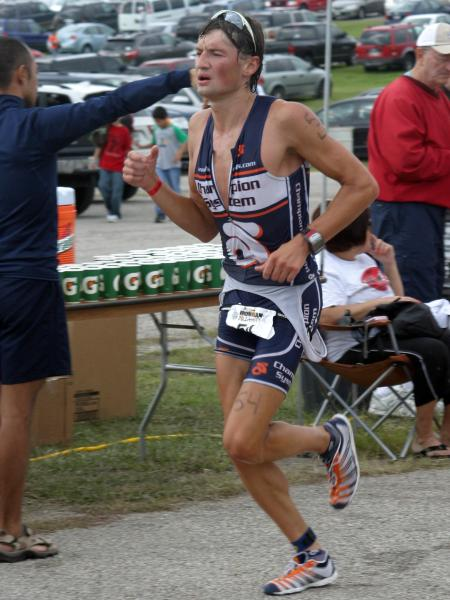
Максим Крят — багаторазовий призер Ironman 70.3

## Чемпіонат світу
Змагання проводилися в містах:
| Рік       | Місто                                                  |
| --------- | ------------------------------------------------------ |
| 2006–2010 | Клірвотер (Флорида, США)                               |
| 2011–2013 | Гендерсон (Невада, США)                                |
| 2014      | Мон-Трамблан (Квебек, Канада)                          |
| 2015      | Целль-ам-Зее (Зальцбург, Австрія)                      |
| 2016      | Мулулаба (Квінсленд, Австралія)                        |
| 2017      | Чаттануґа (Теннессі, США)                              |
| 2018      | Бухта Нельсона Мандели (Східно-Капська провінція, ПАР) |
| 2019      | Ніцца (Приморські Альпи, Франція)                      |
| 2020      | Таупо (Нова Зеландія)                                  |

Список призерів чемпіонатів світу на дистанції «Ironman 70.3».

### Жінки
| Рік  | Золото                            | Срібло                 | Бронза                  |
| ---- | --------------------------------- | ---------------------- | ----------------------- |
| 2006 | Саманта Макглоун (CAN)            | Ліза Бентлі (CAN)      | Мірінда Карфра (AUS)    |
| 2007 | Мірінда Карфра (AUS)              | Саманта Макглоун (CAN) | Лінда Кейв (GBR)        |
| 2008 | Джоанна Зейгер (USA)              | Мері Бет Елліс (USA)   | Бекі Лейвелл (USA)      |
| 2009 | Джулі Дібенс (GBR)                | Мері Бет Елліс (USA)   | Магалі Тіссейр (CAN)    |
| 2010 | Джоді Своллоу (GBR)               | Лінда Кейв (GBR)       | Магалі Тіссейр (CAN)    |
| 2011 | Мелісса Роллісон (Гошільдт) (AUS) | Карін Тюріг (SUI)      | Лінсі Корбін (USA)      |
| 2012 | Лінда Кейв (GBR)                  | Келлі Вільямсон (USA)  | Гізер Джексон (USA)     |
| 2013 | Мелісса Гошільдт (AUS)            | Гізер Джексон (USA)    | Аннабель Люксфорд (AUS) |
| 2014 | Данієла Ріф (SUI)                 | Джоді Своллоу (GBR)    | Гізер Вуртел (CAN)      |
| 2015 | Данієла Ріф (SUI)                 | Гізер Вуртел (CAN)     | Аня Беранек (GER)       |
| 2016 | Голлі Лоуренс (GBR)               | Мелісса Гошільдт (AUS) | Гізер Вуртел (CAN)      |
| 2017 | Данієла Ріф (SUI)                 | Емма Пейллант (GBR)    | Лаура Філіпп (GER)      |
| 2018 | Данієла Ріф (SUI)                 | Люсі Чарльз (GBR)      | Анне Гауг (GER)         |
| 2019 | Данієла Ріф (SUI)                 | Голлі Лоуренс (GBR)    | Імоген Сіммондс (SUI)   |

### Чоловіки
| Рік  | Золото                 | Срібло                 | Бронза                 |
| ---- | ---------------------- | ---------------------- | ---------------------- |
| 2006 | Крейг Александер (AUS) | Саймон Лессінг (GBR)   | Річі Каннінгем (AUS)   |
| 2007 | Енді Поттс (USA)       | Оскар Галіндес (ARG)   | Ендрю Джонс (GBR)      |
| 2008 | Теренцо Боццоне (NZL)  | Андреас Ралерт (GER)   | Річі Каннінгем (AUS)   |
| 2009 | Мікаель Ралерт (GER)   | Данієль Фонтана (ITA)  | Метт Рід (USA)         |
| 2010 | Мікаель Ралерт (GER)   | Філіп Оспалий (CZE)    | Тімоті О'Доннелл (USA) |
| 2011 | Крейг Александер (AUS) | Кріс Літо (USA)        | Джефф Сімондс (CAN)    |
| 2012 | Себастьян Кінле (GER)  | Крейг Александер (AUS) | Бівен Докерті (NZL)    |
| 2013 | Себастьян Кінле (GER)  | Теренцо Боццоне (NZL)  | Джо Геймблз (AUS)      |
| 2014 | Хав'єр Гомес (ESP)     | Ян Фродено (GER)       | Тім Дон (GBR)          |
| 2015 | Ян Фродено (GER)       | Себастьян Кінле (GER)  | Хав'єр Гомес (ESP)     |
| 2016 | Тімоті Рід (AUS)       | Себастьян Кінле (GER)  | Руді Вільд (SUI)       |
| 2017 | Хав'єр Гомес (ESP)     | Бен Кануте (USA)       | Тім Дон (GBR)          |
| 2018 | Ян Фродено (GER)       | Алістер Браунлі (GBR)  | Хав'єр Гомес (ESP)     |
| 2019 | Густав Іден (NOR)      | Алістер Браунлі (GBR)  | Родольф фон Берг (USA) |

## Українці— призери «Ironman 70.3»
| Місце проведення                  | Атлет             | Місце    | Дата       |
| --------------------------------- | ----------------- | -------- | ---------- |
| Ironman Gdynia 70.3               | Данило Сапунов    | 2. місце | 07.08.2016 |
|                                   | Антон Блохін      | 2. місце | 09.08.2015 |
| Ironman 70.3 Otepää               | Віктор Земцев     | 2. місце | 05.08.2017 |
|                                   | Віктор Земцев     | 1. місце | 06.08.2016 |
| Ironman 70.3 Turkey               | Святослав Цветков | 1. місце | 28.10.2018 |
| Ironman 70.3 Augusta              | Віктор Земцев     | 2. місце | 28.09.2014 |
|                                   | Віктор Земцев     | 2. місце | 29.09.2013 |
|                                   | Максим Крят       | 1. місце | 30.09.2012 |
|                                   | Віктор Земцев     | 1. місце | 25.09.2011 |
|                                   | Максим Крят       | 2. місце | 25.09.2011 |
|                                   | Максим Крят       | 1. місце | 2010       |
|                                   | Віктор Земцев     | 3. місце | 2010       |
| Ironman 70.3 Buffalo Springs Lake | Віктор Земцев     | 3. місце | 25.06.2006 |
| Ironman 70.3 Florida              | Віктор Земцев     | 1. місце | 13.04.2014 |
|                                   | Максим Крят       | 2. місце | 20.05.2012 |
|                                   | Максим Крят       | 2. місце | 15.05.2011 |
|                                   | Віктор Земцев     | 2. місце | 2010       |
| Ironman 70.3 Syracuse             | Максим Крят       | 2. місце | 19.09.2010 |
| Ironman 70.3 Miami                | Віктор Земцев     | 3. місце | 26.10.2014 |
| Ironman 70.3 Mooseman             | Максим Крят       | 2. місце | 03.06.2012 |
|                                   | Максим Крят       | 1. місце | 05.06.2011 |
|                                   | Максим Крят       | 1. місце | 06.06.2010 |
| Ironman 70.3 Princeton            | Віктор Земцев     | 2. місце | 21.09.2014 |

## В Україні
Змагання такого формату проходять і в Україні. Чемпіонат 2000 року відбувся в селі Сухолуччя Вишгородського району Київської області. Найкращі результати показали представники Азербайджану Ксенія Левковська і Ростислав Пєвцов, але вони виступали поза конкурсом. Чемпіонами країни стали столичні атлети Лілія Барановська і Сергій Курочкін.
Статистична таблиця виступів кращих триатлоністів на першості 2020 року:
| Місце    | Спортсмен         | Область    | Статистика | Статистика | Статистика | Статистика |
| Місце    | Спортсмен         | Область    | Плавання   | Велоетап   | Біг        | Сума       |
| Жінки    | Жінки             | Жінки      | Жінки      | Жінки      | Жінки      | Жінки      |
| -------- | ----------------- | ---------- | ---------- | ---------- | ---------- | ---------- |
| 1        | Барановська Лілія | Київ       | 33:29      | 2:18:41    | 1:33:08    | 4:27:11    |
| 2        | Крилова Маргарита | Донецька   | 29:11      | 2:28:15    | 1:31:39    | 4:30:59    |
| 3        | Прийма Софія      | Львівська  | 31:11      | 2:17:56    | 1:42:39    | 4:33:34    |
| —        | Левковська Ксенія |            | 29:06      | 2:23:49    | 1:27:39    | 4:22:06    |
| Чоловіки |                   |            |            |            |            |            |
| 1        | Курочкін Сергій   | Київ       | 27:03      | 2:01:24    | 1:18:20    | 3:47:55    |
| 2        | Сюткін Олексій    | Черкаська  | 30:14      | 2:06:32    | 1:19:15    | 3:57:34    |
| 3        | Антон Блохін      | Харківська | 30:14      | 2:07:07    | 1:21:14    | 4:00:32    |
| —        | Пєвцов Ростислав  |            | 27:05      | 2:01:10    | 1:11:31    | 3:41:16    |